# Jüdischer Friedhof Stadtschlaining (alt)

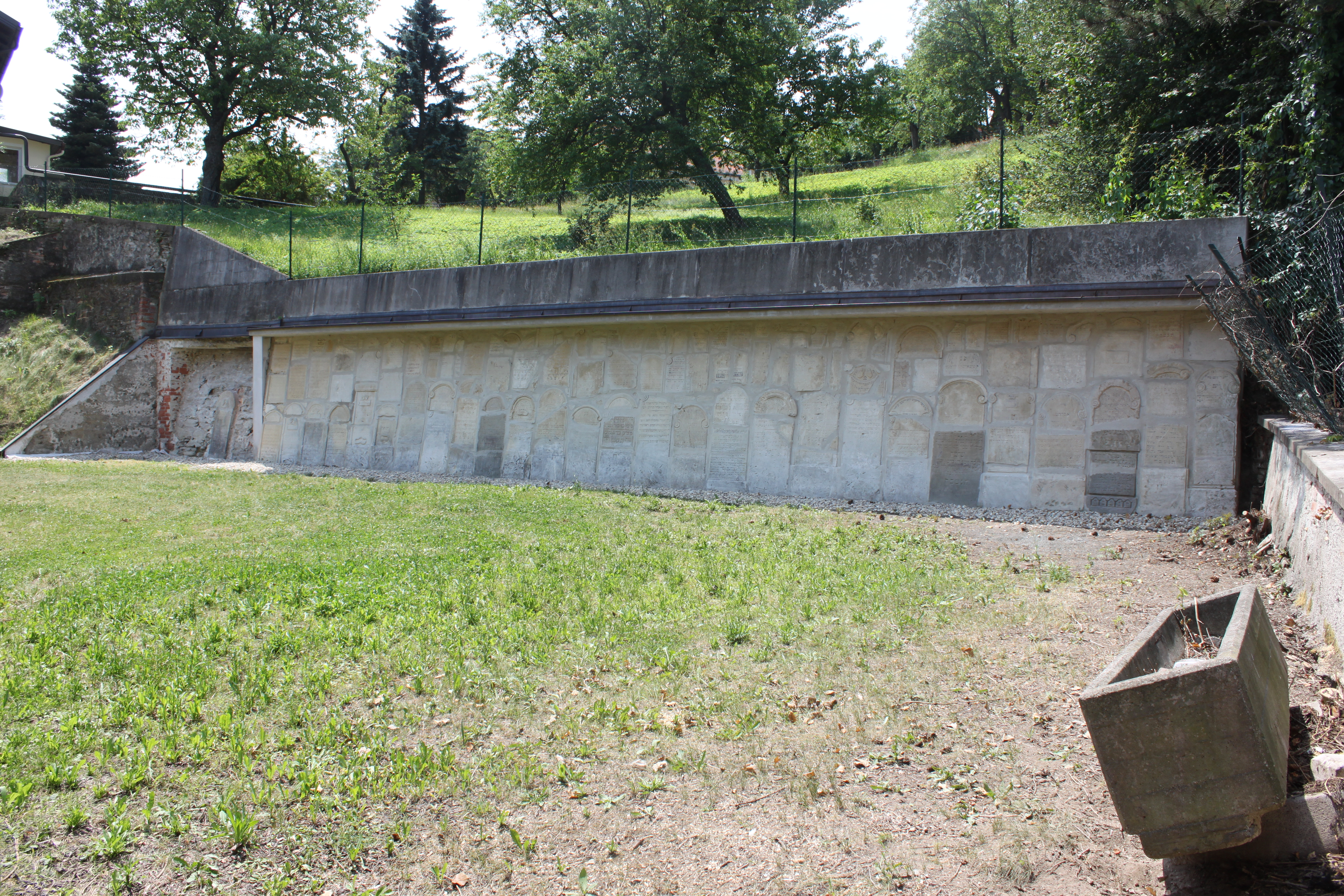
Alter Jüdischer Friedhof Stadtschlaining (2012)

Der Alte jüdische Friedhof Stadtschlaining befindet sich in der Stadtgemeinde Stadtschlaining im Bezirk Oberwart im Burgenland. Dieser alte jüdische Friedhof, mitten im heutigen Stadtgebiet und in Privatbesitz, steht im Gegensatz zum neuen jüdischen Friedhof nicht unter Denkmalschutz. Von ca. 1780 bis 1883 war der Friedhof den etwa 70 bis 80 gefundenen Grabsteinfragmenten zufolge die letzte Ruhestätte der Schlaininger Judengemeinde. Aus den Resten der Grabsteine wurde auf dem Grundstück im Jahr 2002 ein Denkmal errichtet.